# يوليا مالينوفسكي
يوليا مالينوفسكي (بالعبرية: יוּלְיָה מַלִינוֹבְסְקִי) (بالروسية: Юлия Малиновская)‏؛ (مواليد 5 سبتمبر 1975) هي سياسية ومحامية إسرائيلية. هي حاليًا عضوٌ في الكنيست عن حزب «إسرائيل بيتنا».

## السيرة الشخصية
ولدت مالينوفسكي في لوهانسك في الاتحاد السوفيتي (اليوم في أوكرانيا). والدتها، صوفيا، يهودية، ووالدها، فلاديمير، ذو جذور روسية، ويونانية وأرمنية. درست القانون في فرع لوهانسك بجامعة شرق أوكرانيا الوطنية وحصلت على درجة البكالوريوس. خدمت في قوة الشرطة المحلية كضابطة قوى عاملة.
هاجرت مالينوفسكي إلى إسرائيل من أوكرانيا في عام 1998. كانت أختها الصغرى قد هاجرت قبلها مع NAALE في عام 1997، وانضم إليها بقية أفراد أسرتها المباشرين في إسرائيل لاحقًا. تم انتخابها لعضوية مجلس مدينة حولون على قائمة إسرائيل بيتنا في عام 2003، واحتلت المرتبة الثامنة عشرة على قائمة الحزب لانتخابات الكنيست لعام 2009. ومع ذلك، فاز الحزب بـ15 مقعدًا فقط. كانت في المركز 37 على قائمة الليكود إسرائيل بيتنا المشتركة في انتخابات الكنيست 2013، لكنها فشلت مرة أخرى في الفوز بمقعد.
وقبل انتخابات الكنيست عام 2015، كانت في المرتبة التاسعة على قائمة الحزب. ومع فوز حزب إسرائيل بيتنا بستة مقاعد فقط، إلا أن استقالة العديد من أعضاء الكنيست جعلتها تدخل الكنيست في 1 يونيو 2016 كبديل لأفيغادور ليبرمان، بسبب استقالته من الكنيست بموجب القانون النرويجي بعد تعيينه وزيرًا للدفاع. وبعد استقالة ليبرمان من منصب وزير الدفاع في نوفمبر 2018، عاد إلى الكنيست بدلًا من مالينوفسكي.
احتلت مالينوفسكي المركز الخامس في قائمة إسرائيل بيتنا في انتخابات أبريل 2019، وعادت إلى الكنيست حيث فاز الحزب بخمسة مقاعد. كانت في المركز الخامس مرة أخرى في انتخابات سبتمبر 2019، واحتفظت بمقعدها حيث فاز حزب إسرائيل بيتنا بثمانية مقاعد.
مالينوفسكي تعيش في حولون وهي متزوجة وأم لطفلين.

## روابط خارجية
- يوليا مالينوفسكي على الموقع الإلكتروني للكنيست